# Comenius Logo
A Comenius Logo vagy egyszerűen csak Comlogo egy a Logo programozási nyelven alapuló program, melyet a pozsonyi Comenius Egyetem Informatika Oktatási Tanszékének munkatársai hoztak létre.

## Története
A logo nyelvet 1967-ben alkotta meg két matematikus és informatikus Wally Feurzeig és Seymour Papert. Ez a nyelv a Lisp programozási nyelv könnyített, egyszerűsített változata. A Logo nyelv használatára többféle program is született, de nemzetközileg is az egyik legismertebb a Comenius Logo, amelyet egy pozsonyi csoport készített. A csoport tagjai mind a Comenius Egyetem Informatika Oktatási Tanszékéhez kötődnek. A csoport tagja volt Ivan Kalas, az egyetem tanszékvezetője, Andrej Blahó és Tomcsányi Péter programozók, emellett segédkezett még Tucsányiné Szabó Márta is. A program gyorsan népszerűvé vált és hamar elterjedt nemcsak az egész országban, hanem több európai országban is, mint Hollandia, Németország, Franciaország, az Egyesült Királyság, Görögország stb. Máig az egyik legnépszerűbb Logo nyelven működő program. 
A fejlesztők mára már kiadták a továbbfejlesztett, megújított Imagine Logót.

## Alapszavak
Itt a magyar nyelvű Comlogóban használt alapszavak vannak felsorolva.
| Szó            | Rövidítés | Hatás                                                                                                   |
| -------------- | --------- | --- |
| előre          | e         | A teknőc a szó után beírt szám alapján előre megy.                                                      |
| hátra          | h         | A teknőc a szó után beírt szám szerint hátra fele megy.                                                 |
| jobbra         | j         | A teknőc a szó után beírt szám alapján jobb fele elfordul.                                              |
| balra          | b         | A teknőc a szó után beírt szám alapján bal fele elfordul.                                               |
| tollatfel      | tf        | A teknőc ezentúl nem húz maga után vonalat, csak akkor fog újra, amikor kiadjuk a "tollatle" parancsot. |
| tollatle       | tl        | A teknőc újra húz maga után vonalat.                                                                    |
| tollszín!      | tsz!      | Meg lehet adni egy bejövő ablakból a vonal színét.                                                      |
| tollvastagság! | tv!       | Be lehet állítani a vonal vastagságát.                                                                  |
| tölt           |           | A beállított vonalszínnel kitölti a teknőc helyén levő zárt alakzatot.                                  |
| törölrajzlap   | tr        | A program minden, a lapon végrehajtott mozdulatot töröl.                                                |
| ismétlés       | ism       | Egy bizonyos parancs ismétlése.                                                                         |
| betöltrajzlap  |           | Meg tudsz nyitni egy már mentett munkát.                                                                |
| haza           |           | A teknőc a lap bármelyik pontjáról automatikusan visszaáll a lap közepére.                              |
| tanuld         |           | A teknőcnek megtaníthatod az alábbi mozdulatot.                                                         |
| törölírólap    | trí       | Törölni tudod az írólapot.                                                                              |
| láthatatlan    |           | A teknőc eltűnik                                                                                        |
| látható        |           | A teknőc (ismét) látszik.                                                                               |
| szia           |           | A program becsukódik.                                                                                   |

## Használata
A Comenius Logót Magyarországon főleg az iskolákban alkalmazzák oktatási feladatokra. A 8-16 éves gyerekeknek a programozás legalapfokúbb ismeretére, használatára alkalmazzák.
A programot a számítógép-billentyű segítségével lehet használni, néhány művelethez segítségül lehet venni az egeret is.